# By the Light of the Northern Star
By the Light of the Northern Star («Por la luz de la Estrella del Norte») es el quinto álbum de larga duración del grupo feroés de folk metal Týr. Fue publicado el 29 de mayo de 2009 por la discográfica Napalm Records. La ilustración de la carátula fue realizada por Gyula Havancsák.

## Lista de canciones
| N.º | Título                                   | Letras                       | Música                                   | Duración |  |
| 1.  | «Hold the Heathen Hammer High»           | Heri Joensen                 | Heri Joensen                             | 4:50     |  |
| 2.  | «Tróndur í Gøtu»                         | Tradicional feroesa, Joensen | Tradicional feroesa                      | 4:01     |  |
| 3.  | «Into the Storm»                         | Joensen                      | Tradicional feroesa y noruega, Joensen   | 5:04     |  |
| 4.  | «Northern Gate»                          | Joensen                      | Joensen                                  | 4:42     |  |
| 5.  | «Turið Torkilsdóttir»                    | Tradicional feroesa          | Tradicional feroesa                      | 4:18     |  |
| 6.  | «By the Sword in My Hand»                | Joensen                      | Tradicional sueca y finlandesa           | 4:48     |  |
| 7.  | «Ride»                                   | Joensen                      | Tradicional feroesa e irlandesa, Joensen | 4:59     |  |
| 8.  | «Hear the Heathen Call»                  | Joensen                      | Tradicional feroesa, Joensen             | 4:40     |  |
| 9.  | «By the Light of the Northern Star»      | Joensen                      | Tradicional feroesa y noruega, Joensen   | 5:55     |  |
| 10. | «The Northern Lights» (Edición limitada) |                              | Tradicional noruega, Joensen             | 1:48     |  |
| 11. | «Anthem» (Edición limitada)              |                              | Petur Alberg                             | 1:36     |  |

## Formación
- Heri Joensen - vocalista, guitarra, producción
- Terji Skibenæs - guitarra
- Gunnar Thomsen - bajo
- Kári Streymoy - batería, producción
- Jacob Hansen - mezcla
- Mika Jussila - masterización
- Gyula Havancsák - ilustración